# Carl Gentz
Carl Markus August Gentz, född 10 april 1893 i Växjö, död 21 juli 1975, var en svensk läkare.
Carl Gentz var son till seminarieläraren Carl August Gentz och bror till Lauritz Gentz. Han avlade studentexamen i Lund 1913 och medicine kandidatexamen där 1923. Efter olika förordnanden, bland annat vid Maria, Sankt Eriks och Sankt Görans sjukhus i Stockholm, var han överläkare vid Sävsjö sanatorium och dispensärläkare i Sävjö 1928–1932. Han blev läkare vid Stockholms stads tuberkulosbyrå 1932 och överläkare där 1943 samt var föreståndare för Stockholms studentkårers hälsovårdsbyrå 1934–1944 och blev ordförande i dess styrelse 1944. Från 1932 innehade han praktik i Stockholm och specialiserade sig på invärtes sjukdomar, främst lung- och ämnesomsättningssjukdomar. Gentz medverkade i flera medicinska facktidskrifter med artiklar framför allt om tuberkulosvård.